# Copacabana (Catamarca)
Copacabana es una localidad del departamento Tinogasta, en el oeste de la provincia argentina de Catamarca. Se encuentra a la vera de la Ruta Nacional 60, a 66 kilómetros al sur de Fiambalá. Constituye una comuna del municipio de Tinogasta.

## Población
Cuenta con 506 habitantes (Indec, 2001). Junto con la localidad de La Puntilla, forman un aglomeramiento urbano de 785 habitantes (Indec, 2001) lo que representa un incremento del 15% frente a los 683 habitantes (Indec, 1991) del censo anterior.

## Historia de Copacabana

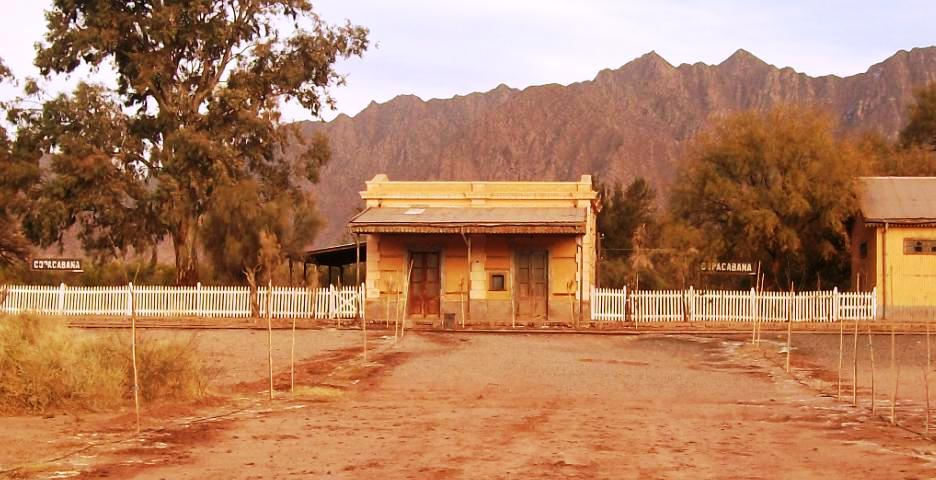
Copacabana, antigua estación del FFCC Belgrano

Antes de la fundación de la ciudad de San Fernando del Valle de Catamarca, Tinogasta estaba dentro de la jurisdicción de La Rioja. Es decir que los primeros pobladores del territorio tinogasteño son de origen riojano.
Pasaron todos los enfrentamientos de las guerras calchaquíes y las tribus se dispersaron trasladándolas a Salta, Tucumán, Córdoba, La Rioja y Buenos Aires. El capitán Prudencio de Aybar que había arribado al Perú para trabajar en las minas de Potosí, pero luego, en época de las guerras calchaquíes se trasladó al oeste catamarqueño y recibió la merced de Pituil desempeñándose al mismo tiempo como teniente de gobernador de la ciudad de La Rioja. El asentamiento original denominado Pituil, quedó con el nombre de Pituil Viejo. Los indios que en Pituil Viejo de Tinogasta habían sido trasladados a territorio riojano ocupando un asentamiento que llevó el nombre de Pituil por el origen de los pobladores (Pituil de Tinogasta).
La merced de Pituil (viejo) estaba localizada al sur de la confluencia del río Bermejo (Colorado) con el río Abaucán.
Prudencio de Aybar organizó la merced construyendo acequias, aprovechando los cursos de agua, instaló un molino, crio ganado menor y mayor, progresando hasta conformar una rica y próspera explotación que luego heredaron sus descendientes.
Aproximadamente a mediados del siglo XVIII un nieto del ya fallecido Prudencio de Aybar levantó una capilla en el territorio correspondiente a la vieja merced de Pituil para honrar a una imagen de Nuestra Señora de Copacabana, una imagen originalmente tallada por el indio Titu Yupanki en Potosí y entronizada en la localidad de Copacabana (Bolivia). Este hecho dio como resultado el cambio de nombre de Pituil por el de Copacabana que perdura hasta nuestros días.
Después de muchos años de superposición de jurisdicciones entre Catamarca y La Rioja sobre el territorio tinogasteño el 2 de febrero de 1857, don Octaviano Navarro, gobernador de Catamarca, dicta un decreto que define la jurisdicción de Catamarca.